# زبان مندیکا
مندینکا یکی از گویش‌های زبان مندنگ است که در گینه کناکری، سنگال و گینه بیسائو رایج است. زبان مندنگ گویش‌های دیگری دارد که در ساحل عاج، بورکینا فاسو، لیبریا، گینه کناکری، مالی، سیرالئون، گامبیا و گینه بیسائو رایجند.
زبان مندنگ جزء زبان‌های منده است و این زبان‌ها نیز جزء خانوادهٔ زبان‌های نیجر-کنگو به حساب می‌آید. زبان مندنگ به نام‌های دیگر مانند مندنگ، مندیگو، مندینکا، مندینک، مند و سوسه نیز مروف است.